# Deli Yusuf
Pour plus de détails, voir Fiche technique et Distribution.
Deli Yusuf (Yusuf le fou) est un film turc réalisé par Atıf Yılmaz, sorti en 1975. Il s'inspire en grande partie de la légende de Koroghlou.

## Synopsis
Un riche fabriquant, Abbas Bolulu, s'est lancé dans le trafic. Il veut démolir le bidonville d'un village pour ses affaires. Les habitants à Deli Yusuf de les aider. Celui-ci profite qu'Abbas Bolulu lui commande une voiture blindée pour lui demander en échange les titres de propriété du terrain. Abbas Bolulu accepte, mais à la livraison de la voiture, trahit son accord. Ali, le fils de Yusuf, décide alors de se révolter et de se battre.

## Fiche technique
- Titre : Deli Yusuf
- Réalisation : Atıf Yılmaz
- Scénario : 	Umur Bugay, Bülent Oran, Berrin Giz, Atıf Yılmaz
- Photographie : Cahit Engin
- Montage :
- Musique : Cahit Berkay
- Production : Hürrem Erman
- Société de production : Erman Film
- Pays :  Turquie
- Genre : Film d'action
- Durée : 90 minutes
- Dates de sortie : 1975

## Distribution
- Cüneyt Arkın : Ali (voix Abdurrahman Palay)
- Zerrin Arbaş : Melek (voix Gülen Kıpçak)
- Kadir Savun : Deli Yusuf (voix Haldun Ergüvenç)
- Ali Şen : Bolulu Abbas
- Muadelet Tibet : Raziye Bacı
- Osman Alyanak : Tarık
- Kudret Karadağ : Ayı Hasan
- Mümtaz Ener : Musa Çavuş
- Feridun Çölgeçen : un homme de Bolulu Abbas (voix Zafer Önen)

## Récompenses
- Festival international du film d'Antalya 1976 : prix du meilleur film et prix du meilleur réalisateur pour Atıf Yılmaz[1].